# Historia de una pelea cubana contra los demonios
Historia de una pelea cubana contra los demonios es un libro del escritor, jurista, musicólogo y etnólogo cubano Fernando Ortiz Fernández publicado en 1959 por la Universidad Central de Las Villas. Es un voluminoso ensayo sobre la historia del párroco de San Juan de los Remedios, José González de la Cruz, quien a finales del siglo XVII intentó convencer a todos sus pobladores de cambiar el asentamiento de la villa, recurriendo para el logro de sus propósitos al temor a los demonios y al mismísimo Lucifer. 

## La Historia de la "Lucha" contra los demonios
En 1682 el párroco de San Juan de los Remedios José González de la Cruz, propuso el traslado de la villa a tierras que pertenecían a su propiedad, llamada "Hatos de cupei". Con la posesión de una negra esclava, por parte de un "extraño ente" que los otros esclavos traídos del África interpretaron como la subida de un Orisha a su cuerpo, José González de la Cruz comienza un exorcismo tras el cual dictamina que dentro de su cuerpo existen varias legiones de demonios. Para dar fe pública al acontecimiento se levanta un acta notarial, firmada por las personalidades de mayor autoridad del pueblo, sobre la presencia de hasta el propio Lucifer dentro del cuerpo de la negra. Llevado el tema del traslado de la villa a la suerte, gana la posición del cura y se decide el cambio del asentamiento de la Villa. No obstante, una parte considerable de los pobladores aún se oponen a la decisión de cambiar la ubicación de Remedios. Entonces el párroco con sus seguidores ponen en práctica el plan sin haberlo consultado a las autoridades españolas: ni al Gobernador de Cuba, ni a la Real Audiencia de Santo Domingo. No obstante, luego de una primera oposición por parte de las autoridades coloniales, terminan "inexplicablemente" dando el visto bueno a los proyectos de José González de la Cruz, y aprueban el traslado de la villa, contando con el apoyo de la propia monarquía hispana. A pesar de esto una parte considerable decide quedarse en la vieja villa. De esta forma la población dividida entre los partidarios del traslado y los que no, llegan hasta la violencia y el trágico incendio de Remedios. El final de esta larga historia es la reconstrucción de Remedios por sus persistentes habitantes en el mismo sitio y la fundación de la ciudad de Santa Clara por parte de aquellos que por sus intereses económicos o por miedo a los ataques de piratas y corsarios por la costa, o quizás por los demonios, decidieron seguir el consejo del párroco.

## Versión fílmica
En 1971 el cineasta cubano Tomás Gutiérrez Alea realizó una adaptación cinematográfica titulada Una pelea cubana contra los demonios.